# スタック・アン・アーミン

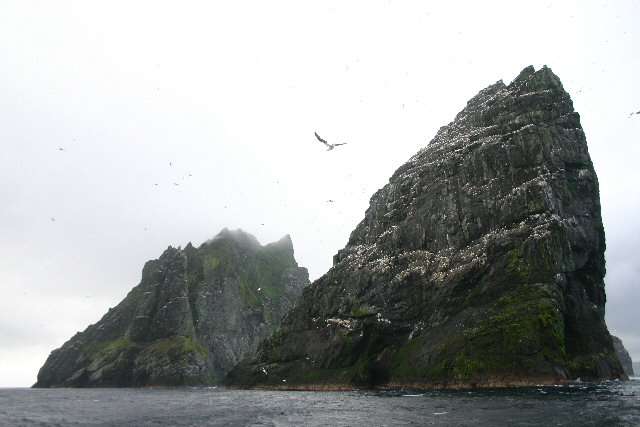
スタック・アン・アーミン（右）とBoreray（左）

セント・キルダ群島の地図。スタック・アン・アーミンなどは右上。

スタック・アン・アーミン（Stac an Armin）とは、スコットランドのセント・キルダ群島に存在する高さ196mの海食柱である。なお、至近にはスタック・リー（Stac Lee）と呼ばれる、高さ約170mの海食柱があり、これについても記述する。

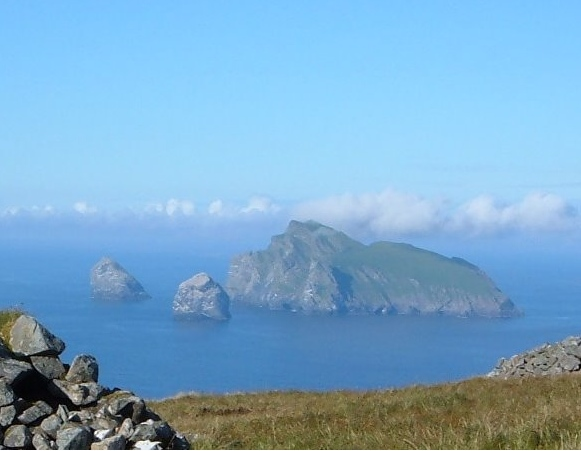
ヒルタ島から見た、スタック・アン・アーミン（左）と、スタック・リー（中）、Boreray（右）

イギリスに存在する、標高150m程度の山や丘を「マリリン（Marilyn）」と呼ぶが、このスタック・アン・アーミンは196mの高さがあるため、マリリンの1つにも数えられている。これはスタック・リーも同様である。
セント・キルダは、北半球に住むカツオドリの世界最大のコロニーが存在することでも知られ、カツオドリ6万のつがいが、ここで繁殖していると見積もられており、これら海食柱にもカツオドリが住んでいる。

## スタック・アン・アーミン
スタック・アン・アーミンの位置は、おおよそ北緯57度88分、西経08度49分。この196mの海食柱は、スコットランドに限らず、イギリスにおいても、最も高い海食柱である。この「Stac an Armin」という名称は、「戦士の海食柱」とか「兵士の海食柱」という意味である。
元々スタック・アン・アーミン（Stac an Armin）は、スタック・ナーミン（Stack-Narmin）と呼ばれていた。
この海食柱のすぐそばには、昔ここを狩場としていた人々が住んでいた形跡がある。ただし、ここに長期滞在するには不向きだったようで、ここに年中人が住んでいた（定住していた）わけではないと考えられている。この海食柱には幾種もの海鳥が営巣しており、かつては絶滅種のオオウミガラスも生息していた。昔は、この海食柱に登って卵を採ってきたりもした。また、そのような目的ではなくロッククライミングを楽しむために、この海食柱を利用する者が見られた。しかし現在は、ここに住む海鳥とその繁殖地を守るための規則が定められ、色々と制限されるようになった。1957年に、スタック・アン・アーミンの周辺の列島が、スコットランドのナショナルトラストの管理下に入ってから、このスタック・アン・アーミンを訪れるのは、少数の科学者、時折やってくるジャーナリストくらいのものであるはずだが、ひょっとすると今でも不法にロッククライミングをしている者もいるかもしれない。

### 絶滅種オオウミガラス
スタック・アン・アーミンは、オオウミガラスがイギリスの島々の中では最後に観察された場所であり、それは1840年7月のことであった。
イギリスでは、この鳥は魔女と関係があるなどという迷信があったため、ヒトによって無駄に次々と捕まえられて殺された
。
この結果、イギリスではこの目撃例を最後に、オオウミガラスは姿を消してしまった。なお、その後もオオウミガラスはアイスランドやニューファンドランド島などでも殺され、ついに地球上から絶滅して今に至っている。

### ロッククライミング
スタック・アン・アーミンも含め、この辺りの断崖には海鳥が営巣しているので、昔から海鳥を狩ったり、海鳥の卵を採取したりするために、人が登ってきた。しかし、近年ここに登るようなことはほとんどなく、不法に登る者がいるかもしれないといった程度である。なお、ウェブサイトPeakbagger.comによれば「2009年現在は登る者はいない」とされている。また、ウェブサイトMountaindays.netにも、2008年現在、ここに登るルートは記されていないし、ここに関する批評なども掲載されていない。しかしながら、いくつかのウェブサイトでは、ここに登頂したことを示唆する記述が散見される（例）。
確実に登ったことが確認されているのは、1969年に、この近くの群島の断崖などを登って回った時に、このスタック・アン・アーミンも登ったディック・バルハリー（Dick Balharry）とジョン・マートン・ボイド（John Morton Boyd）である。
ともあれ、重要なことは、ここがカツオドリにとって重要な生息地かつ繁殖地となっていることである
。
ここを管理しているスコットランド自然遺産会（Scottish Natural Heritage）は、ここに比較的良い状態で残されている海鳥の生息地の状態を悪化させかねない、ここでのロッククライミングなどの行為を厳しく規制してゆくとしている。
また、ここは仮にロッククライミングに失敗して怪我などをしたとしても、救命措置を講じるような医療設備が近くにはほとんどないので、危険であるともしている。

## スタック・リー

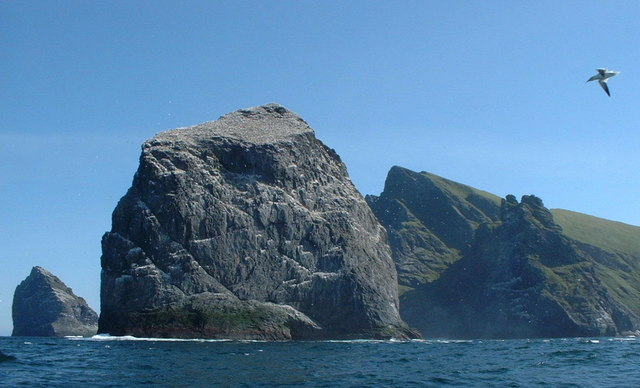
スタック・リー（手前）

スタック・リー（Stac Lee）とは、セント・キルダ群島に存在する高さ約170mの海食柱である。かつて「Stac-Ly」と呼ばれたこともある。
ちなみに、「Ly」とは「Shelter」（日本語で言うと「小屋」）という意味なので、「Stac-Ly」は「小屋のような形をした（海食されてできた）石柱」といった意味となる。スタック・リー（Stac Lee）という名称は、この「Stac-Ly」に由来している。ただし、英語の「Lee」は「風の当らない場所、風から保護される場所」といった意味だが、「Shelter」にも「小屋」以外に「風雨などをしのぐ場所」といった意味があり、「Lee」は「Shelter」よりも堅い正式な語（風に重きを置いた語）として用いられる。

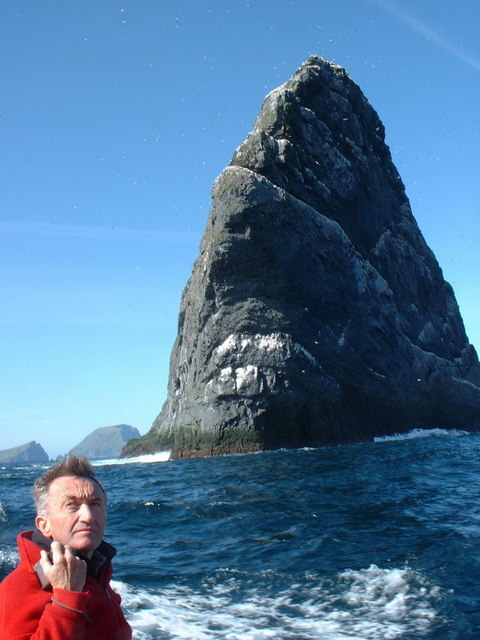
スタック・リー

スタック・リーの位置は、おおよそ北緯57度52分、西経08度30分。イギリス陸地測量部によれば、その高さは172mであるとされている。ただし、スコットランドのナショナルトラストによれば、その高さは165mであるとされている。かつては、このスタック・リーで海鳥の猟が行われていた。
このスタック・リーを南から見ると大きな岩の壁に見える。一方、西から見ると、針、あるいは、鉛筆の先のように見える。そして、南西から見ると、巨大な鉤のように見える。